# Loras Thomas Lane
Loras Thomas Lane (* 19. Oktober 1910 in Cascade, Iowa, Vereinigte Staaten; † 22. Juli 1968 in Chicago, Illinois) war ein US-amerikanischer Geistlicher und römisch-katholischer Bischof von Rockford. 

## Leben
Loras Thomas Lane erwarb zunächst einen Abschluss in Business Administration an der University of Notre Dame. Sein Philosophiestudium absolvierte er am Loras College in Dubuque und ging dann nach Rom an das Päpstliche Nordamerika-Kolleg. Nach Abschluss des Theologiestudiums an der Päpstlichen Universität Gregoriana wurde er am 19. März 1937 in Rom durch Kurienkardinal Francesco Marchetti Selvaggiani zum Priester des Erzbistums Dubuque geweiht.
Nach drei Jahren als Kaplan in Dubuque lehrte er ab 1940 am Loras College. Erzbischof Henry Patrick Rohlman ernannte ihn 1944 zu seinem persönlichen Sekretär. Gleichzeitig nahm er weitere Studien in Kanonischem Recht an der Katholischen Universität von Amerika in Washington, D.C. auf, wo er 1947 promoviert wurde. Erzbischof Rohlman ernannte ihn zum Vizekanzler des Erzbistums. 1949 wurde ihm der Ehrentitel Päpstlicher Hausprälat verliehen.
Am 29. Mai 1951 ernannte ihn Papst Pius XII. zum Titularbischof von Bencenna und zum Weihbischof in Dubuque. Der Koadjutorerzbischof von Dubuque, Leo Binz, spendete ihm am 20. August desselben Jahres die Bischofsweihe. Mitkonsekratoren waren Joseph Clement Willging, Bischof von Pueblo, und Edward Aloysius Fitzgerald, Bischof von Winona. Zum Zeitpunkt der Bischofsweihe war Lane der jüngste katholische Bischof in den Vereinigten Staaten. Als Weihbischof war er zudem Präsident des Loras College.
Papst Pius XII. ernannte ihn am 11. Oktober 1956 zum Bischof von Rockford, nachdem der zuvor ernannte Donald Martin Carroll noch vor der Bischofsweihe zurückgetreten war. Die Amtseinführung fand am 20. November desselben Jahres statt. Er nahm an allen vier Sitzungsperioden des Zweiten Vatikanischen Konzils als Konzilsvater teil.
Eine langjährige Nierenerkrankung verschlimmerte sich im letzten Jahr seiner Amtszeit. Im Michael Reese Hospital in Chicago starb er im Juli 1968. Seine letzte Ruhestätte fand er auf dem Calvary-Friedhof in Rockford.